# Камфорика
Камфорика (лат. Camphorosma annua) једногодишња је или двогодишња зељаста биљка која расте на заслањеном земљишту и типичан је представник слатинских заједница. У Србији расте само у Војводини. Иако се налази на Директиви о стаништима (Annex I) у Србији, ипак, није заштићена.

## Опис биљке
Камфорика је једногодишња или двогодишња биљка, гола или обрасла длакама које луче лако испарљиве материје мириса камфора. Из вретенастог корена избија обично више зељастих, до 30 центиметара дугих, полеглих, уздигнутих или усправних, од основе гранатих, касније црвених изданака.
Листови меснати, линеарно шиљати, полуваљкасти или уско кончасти, проширене основе и хрскавичавог руба; доњи прицветни дуги колико цветови.
Класови су мање више издужени, састављени од пазушних гломерула, од по 1—5 трепљастих, као кост белих, рскавичавих двополних 3—4 милиметра дугих цветова; женски цветови мањи и обично смештени на бочним гранама. Семе дуго до 2 милиметра. Биљка цвета од јуна до септембра.
- Камфорика
- Поље камфорике
- Млади изданци камфорике

## Распрострањеност
Врста претежно насељава југоисточну Европу. У Србији је доста честа на влажним солончацима Бачке и Баната.

## Станиште
Камфорика је облигатно халофитна врста изразито равничарског карактера (облигат=обвезност, навика; биљка чији раст повећана концентрација соли радије поспешује него спречава). Расте на слатинама типа солончак и солоњец у природним микрофрагментима, образујући заједнице типа Camphorosetum annuae. Понтско-панонског је порекла.
Камфорика је пионирска врста у сукцесији вегетације степских станишта. Слатине су мозаична станишта богата живим светом, специфичне и осетљиве еколошке заједнице у којима високо адаптиране биљке – као и камфорика – успешно одолевају већој концентрацији соли образујући готово монотипску вегатацију. Камфорика је строго везана за слано тло, што у пракси значи да испод одређене заслањености није у стању ни да проклија. Облигатне халофите добро трпе чак и периодичну поплављеност сланом водом која би уништила већину других биљака и веома су важне за одржавање ових екосистема.
Конкурентне коровске и инвазивне врсте лако изгурају мање изражене халотипе (тзв. факултативне халофите) са мање заслањених, а посебно орањем нарушених станишта.
Камфорика је у целој Европи директно угрожена државно промовисаним и субвенционисаним пројектима тзв. "рекултивације" земљишта (reclamation of the land" Natura2000 Technical Report 2008 03/24 pp.&nbsp;8) којима се тежи повећати површина под културама.

## Статус заштите
Налази се на Хабитат Директиви ЕУ (Annex I, као едификатор станишта типа 1530). Зачуђујуће, у Србији није ни под каквом заштитом, иако се наводи у многим студијама заштите као важна угрожена врста.